# Фердинанд I (герцог Парми)
Фердинанд I (італ. Ferdinando I; 20 січня 1751 — 9 жовтня 1802) — 11-й герцог Пармський і П'яченцький у 1765—1802 роках.

## Життєпис

### Молоді роки
Походив з династії Пармських Бурбонів. Син герцога Філіппа I та Марії Луїзи Єлизавети (доньки французького короля Людовика XV). Народився 1751 року в палаці Колорно. Його мати залишила герцогство в 1757 році, щоб вирушити до Версалю, де вигідно домовитися про шлюби своїх дітей. Після смерті матері в 1759 році Фердинанд все більше спілкувався зі своєю сестрою Ізабеллою. Освіту здобув під орудою абата Етьєна Бонно де Кондільяка та Огюста де Кераліо.
Як спадкоємець герцогства був у центрі шлюбних планів батьків та впливових держав Європи. Втім, жоден з них не було втілено до 1765 року, коли його батько раптово захворів й помер, а трон перейшов до Фердинанда.

### Герцогування
Спочатку фактично справами керував Гійом дю Тійо, маркіз де Феліно, що був першим міністром ще за Філіппа I. 1768 року було вигнано єзуїтів з герцогств Парми і П'янченца.
1769 року всупереч думці останнього Фердинанд I оженився з донькою імператриці Марії Терезії Габсбург, оскільки розраховував на виконання останньою її домовленості з померлою матір'ю, за якою герцог Пармським мав би отримати Австрійські Нідерланди. Втім обіцянку імператриця не виконала, але відбулося зменшення французького впливу й посилення австрійського.
У внутрішній політиці герцог виступав проти політики Просвітництва свого батька та дю Тійо, який був змушений залишити свою посаду в 1771 році. Фердинанд I скасував більшість просвітницьких реформ: він повернув єзуїтів, відновив суд інквізиції, повернув багато секуляризованого майна церкві та монастирям, замінив чиновників канцелярії довіреними людьми з кола своєї дружини Марії Амалії. Новим першим міністром став іспанець Хосе Августин де Льяно, але його було звільнено вже 1772 року. Його замінюють італійці Джузеппе Сакко та Лоренцо Помпео Каносса, які продовжують політику освіченого деспотизму, але з національним характером, що кладе край іспанському впливу в герцогстві.
Незабаром Франція, Австрія та Іспанія через дії дружини герцога розірвали свої дипломатичні відносини з Пармою, але примирення відбулося 1773 року з народженням спадкоємця герцогства — Людовика. Водночас погіршилися відносили з дружиною, що вела чудернацький спосіб життя. Після 1778 року, через хворобу сина, зблизився з дружиною.
Номінально підтримував антифранцузькі коаліції, що утворилися після революції у Франції. У 1796 році почалося французьке вторгнення до Італії на чолі з генералом Наполеоном Бонапартом. Парма була захоплена французькими військами, хоча Фердинанд I оголосив герцогство нейтральним. Бонапарт запропонував не чіпати герцогства в обмін на дозвіл пройти його територією, однак не отримав відповіді. Пізніше він запропонував Фердинанду I острів Сардинія в обмін на Парму. Після відмови французька армія влітку 1800 року зайняла Парму і змусила Фердинанда I погодитися на умови, продиктовані французами. Йому було офіційно дозволено зберігати титули, але герцогство керувалося представниками Франції, отримувані податки використовувалия для фінансування французької армії. Кілька разів Фердинанд та Марія Амалія намагалися втекти до Гуасталли, тому його з дружиною стали тримати під домашнім арештом в палаці Колорно до 1801 року. Тут герцог присвятив себе астрономічним дослідженням і вивченню планет. Помер він 1802 року через розлад шлунку, призначивши дружину Марію Амалію головою Ради регентства. Поховано в абатстві Фонтевіво.

## Родина
Дружина — Марія Амалія, донька Марії Терезії Габсбург, імператриці Священної Римської імперії
Діти:
- Кароліна (1770—1804) — дружина принца Саксонії Максиміліана
- Людовик (1773—1803) — король Етрурії у 1801—1803 роках
- Марія Антонія (1774—1841) — у 1802 році приєдналася до ордену урсулінок
- Шарлотта (1777—1813) — у 1797 році приєдналася до ордену домініканок;
- Філіпп (1783—1786)
- Антонія (1784—1786)
- Марія Луїза (1787—1789)